# Band of Joy (musikalbum)
Band of Joy är ett musikalbum av Robert Plant som utgavs i september 2013. Albumet var hans nionde album som solartist. Band of Joy nominerades till två Grammys för "bästa rockalbum" och "Best Rock Vocal Performance, Solo" för låten "Silver Rider". På Metacritic har albumet ett samlat betyg på 80/100, vilket indikerar "universellt erkännande".

## Låtlista
(kompositör inom parentes)
1. "Angel Dance" (David Hidalgo, Louie Perez) - 3:50
2. "House of Cards" (Richard Thompson) - 3:14
3. "Central Two-O-Nine" (Robert Plant, Buddy Miller, Jason Friedman) - 2:49
4. "Silver Rider"	(Zachary Micheletti, Mimi Parker, Alan Sparhawk) - 6:06
5. "You Can't Buy My Love" (Billy Babineaux, Bobby Babineaux) - 3:11
6. "Falling in Love Again" (Dillard Crume, Andrew Kelly) - 3:38
7. "The Only Sound That Matters" (Gregory Vanderpool) - 3:45
8. "Monkey"	Micheletti, Parker, Sparhawk - 4:58
9. "Cindy, I'll Marry You Someday" (Trad arr. Plant, Miller) - 3:37
10. "Harm's Swift Way" (Townes Van Zandt) - 4:19
11. "Satan Your Kingdom Must Come Down" (Trad arr. Plant, Miller) - 4:12
12. "Even This Shall Pass Away" (Theodore Tilton, Plant, Miller) - 4:03

## Listplaceringar
- Billboard 200, USA: #5[2]
- UK Albums Chart, Storbritannien: #3[3]
- Danmark: #16[4]
- VG-lista, Norge: #2[5]
- Sverigetopplistan, Sverige: #6[6]